# Tantouo
Tantouo est une localité située dans le département de Gbomblora de la province du Poni dans la région Sud-Ouest au Burkina Faso.

## Géographie
Tantouo est situé à environ 15 km à l'est de Gbomblora, le chef-lieu du département, et à 10 km à l'est de la route nationale 11. Le village est à 5 km au nord de Tobo-Tankori.

## Santé et éducation
Le centre de soins le plus proche de Tantouo est le centre de santé et de promotion sociale (CSPS) de Tobo-Tankori tandis que le centre hospitalier régional (CHR) de la province se trouve à Gaoua.